# Spitz Ridge
Spitz Ridge ist ein markanter und hauptsächlich vereister Gebirgskamm im westantarktischen Marie-Byrd-Land. Östlich des Cox Bluff bildet er den östlichen Ausläufer des Toney Mountain.
Der United States Geological Survey kartierte ihn anhand eigener Vermessungen und Luftaufnahmen der United States Navy aus den Jahren von 1959 bis 1966. Das Advisory Committee on Antarctic Names benannte ihn 1967 nach Armand Lawrence Spitz (* 1939), Ionosphärenphysiker auf der Byrd-Station im antarktischen Winter des Jahres 1966 und in den Sommermonaten zwischen 1966 und 1967 zusätzlich auf der Hallett-Station.